# Theobaldo Miranda Santos
Theobaldo Miranda Santos (Campos dos Goytacazes, 22 de junho de 1904 - 21 de março de 1971) foi um escritor, professor e catedrático brasileiro.

## Biografia
Frequentou o Liceu de Humanidades e a Escola Normal Oficial. Mais tarde diplomou-se em Odontologia e Farmácia no Colégio Grambery, na cidade mineira de Juiz de Fora. Esta instituição é de origem metodista com princípios da pedagogia americana. Iniciou sua trajetória profissional na Cidade de Manhuaçu – MG, como professor primário. No ano de 1928 retornou à sua cidade natal ocupando os cargos de Diretor e professor das disciplinas de Física, Química e História Natural, do Liceu de Humanidades na qual fora aluno. Esta instituição é uma instituição de ensino secundário considerado um colégio de excelência inaugurado em 1847 e extinto em 1858, porém foi refundado em 1880. Como catedrático, lecionou História Natural na escola Superior de Agricultura e Veterinária e na Faculdade de Farmácia e Odontologia, sendo titular de Ortodontia e Odontopediatria. Ainda neste período, Theobaldo Miranda dos Santos foi professor no Colégio Nossa Senhora Auxiliadora, onde ensinava História da Civilização.
Sua carreira como escritor começa  em 1932 publicando artigos para jornais nas cidades de Campos e Niterói. Neste período, converteu-se ao catolicismo e escreveu artigos para a revista A Ordem, de cunho católico. Em 1938 foi convidado pelo Secretário de Educação do Rio de Janeiro, para ser professor de História Natural, no Instituto de Educação, na cidade de Niterói, então capital do Rio de Janeiro. Também neste período lecionou na Universidade do Distrito Federal (1935 –1939), atual Rio de Janeiro, a disciplina Prática de Ensino. Na década de 1940 sua trajetória de vida profissional foi mesclada entre a docência e os serviços administrativos trabalhando no colégio de Serviço  Social  especificamente no curso de Pedagogia e também lecionou Física no Colégio Nossa Senhora de Sion, fundado em 1901. Em 1941 foi nomeado Diretor Técnico Profissional e Diretor da Educação Primária. Já em 1942 assumiu o cargo de Diretor Geral do Departamento de Educação Básica concomitante atuando como professor a disciplina Filosofia e História da Educação na Pontifícia Universidade Católica, e Professor no curso de Pedagogia da Faculdade de Filosofia de Santa Úrsula. No ano de 1944  através de um concurso, Theobaldo Miranda dos Santos assume a cátedra de Filosofia da Educação do Instituto de Educação do Rio de Janeiro.
O autor também atuou como Diretor do Departamento de Divisão de Cultura, membro da Comissão técnica do Estado do Rio de Janeiro e Membro oficial do Estado na Convenção Educacional Fluminense. Poliglota, e conhecedor de diversos assuntos, inspirava-se em autores de reconhecimentos internacionais como: Aguayo, De Hovre, Paul Monroe, Jacques Maritan, L.Riboulet, J.Admas, John Dewey, PIstrack  entre outros e alguns autores brasileiros como Tristão de Athayde (pseudônimo de Alceu Amoroso Lima), padre Leonel Franca. Everaldo Backheuser, Rui de Aires Bello, Lourenço Filho, Fernando de Azevedo. Estes últimos são mencionados no Manual de Filosofia quando o autor vai se dirigir a Escola Nova – ou escolanovismo,  na qual se posiciona contra o método divulgado pelo Filósofo americano John Dewey. 
O que se ressalta na vida do Intelectual, como escritor, é que a partir da década de 1930 sua carreira se consagra e transita entre o meio educacional/administrativo e literário, sendo considerado o autor que mais publicou em quatro décadas. Segundo a Companhia Editora Nacional o autor escreveu 150 obras sobre diversos títulos, dentre os quais podemos citar: Literatura Infantil, Psicologia, Pedagogia, Sociologia, Filosofia, entre outros mais. Publicou livros didáticos para o ensino primário com autorização do Ministério da Educação, algumas coleções como: Curso de Psicologia e Pedagogia onde foi autor e editor, Curso de Filosofia e Ciências, Atualidades Pedagógicas cuja direção foi de Fernando de Azevedo, a Coleções de Iniciação Científica. Todas as coleções tiveram bons resultados editoriais assim como os diversos Manuais que escreveu para o curso de Formação de Professores. Dentre eles daremos destaque ao Manual de Filosofia da Educação: Os grandes problemas da Pedagogia Moderna pelas Edições  Boffoni – Rio de Janeiro - publicado em 1942, quando Theobaldo Miranda dos Santos lecionava no curso de Pedagogia na Faculdade de Filosofia, de Santa Úrsula.

## Obra
- Organização Social e Política do Brasil, (1963);[7]
- Lendas e Mitos do Brasil, (1982);[8]